# Patrick Ngoma
Pour les articles homonymes, voir Ngoma.
Patrick Ngoma est un footballeur zambien né le 21 mai 1997. Il évolue au poste d'attaquant à l'Ittihad Alexandrie.

## Biographie
Avec la sélection zambienne, il participe à la Coupe d'Afrique des nations junior 2015 puis à la Coupe d'Afrique des nations des moins de 23 ans 2015. Ces deux compétitions se déroulent au Sénégal.

## Carrière
- 2013-2015 : Red Arrows
- 2015-201. : Ittihad Alexandrie